# 锡戈涅 (安德尔-卢瓦尔省)
锡戈涅（法語：Cigogné，法語發音：[siɡɔɲe]）是法国安德尔-卢瓦尔省的一个市镇，位于该省中东部偏南，属于图尔区。

## 地理
锡戈涅（47°15'35"N, 0°55'50"E）面积21.79 平方千米，位于法国中央-卢瓦尔河谷大区安德尔-卢瓦尔省，该省份为法国中西部省份，北起萨尔特省、东北接卢瓦-谢尔省，东南接安德尔省，南至维埃纳省，西临曼恩-卢瓦尔省。
与锡戈涅接壤的市镇（或旧市镇、城区）包括：布莱雷、安德尔河畔雷尼亚克、谢尔河畔阿泰、谢迪尼、库尔赛、叙布莱讷。
锡戈涅的时区为UTC+01:00、UTC+02:00（夏令时）。

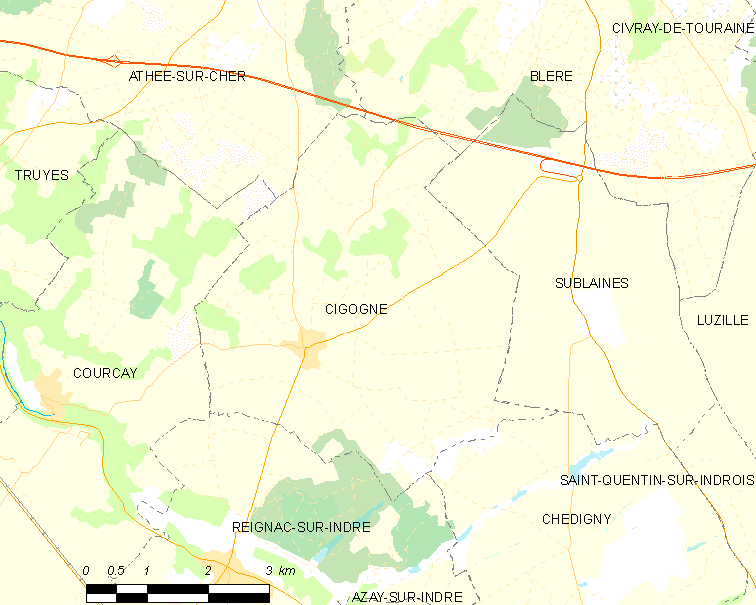
锡戈涅的OSM定位图

## 行政
锡戈涅的邮政编码为37310，INSEE市镇编码为37075。

## 政治
锡戈涅所属的省级选区为布莱雷县。

## 人口

1962-2008年间锡戈涅人口变化图示

锡戈涅于2022年1月1日时的人口数量为462人。